# ديسمبر تو ديسميمبر
ديسمبر تو ديسميمبر بالإنجليزية (December to Dismember) هو أحد مهرجانات المصارعة الحرة wwe . وتم عرضة في 3 ديسمبر 2006 .

## الملخص
| الترتيب | المباراة | الشروط | الزمن |
| ------- | -------- | ------ | ----- |
| 1       | مثال     | مثال   | مثال  |
| 2       | مثال     | مثال   | مثال  |
| 3       | مثال     | مثال   | مثال  |
| 4       | مثال     | مثال   | مثال  |
| 5       | مثال     | مثال   | مثال  |
| 6       | مثال     | مثال   | مثال  |
| 7       | مثال     | مثال   | مثال  |

## روابط خارجية
- ديسمبر تو ديسميمبر على موقع IMDb (الإنجليزية)
- ديسمبر تو ديسميمبر على موقع قاعدة بيانات الفيلم (الإنجليزية)